# Вилия-авто

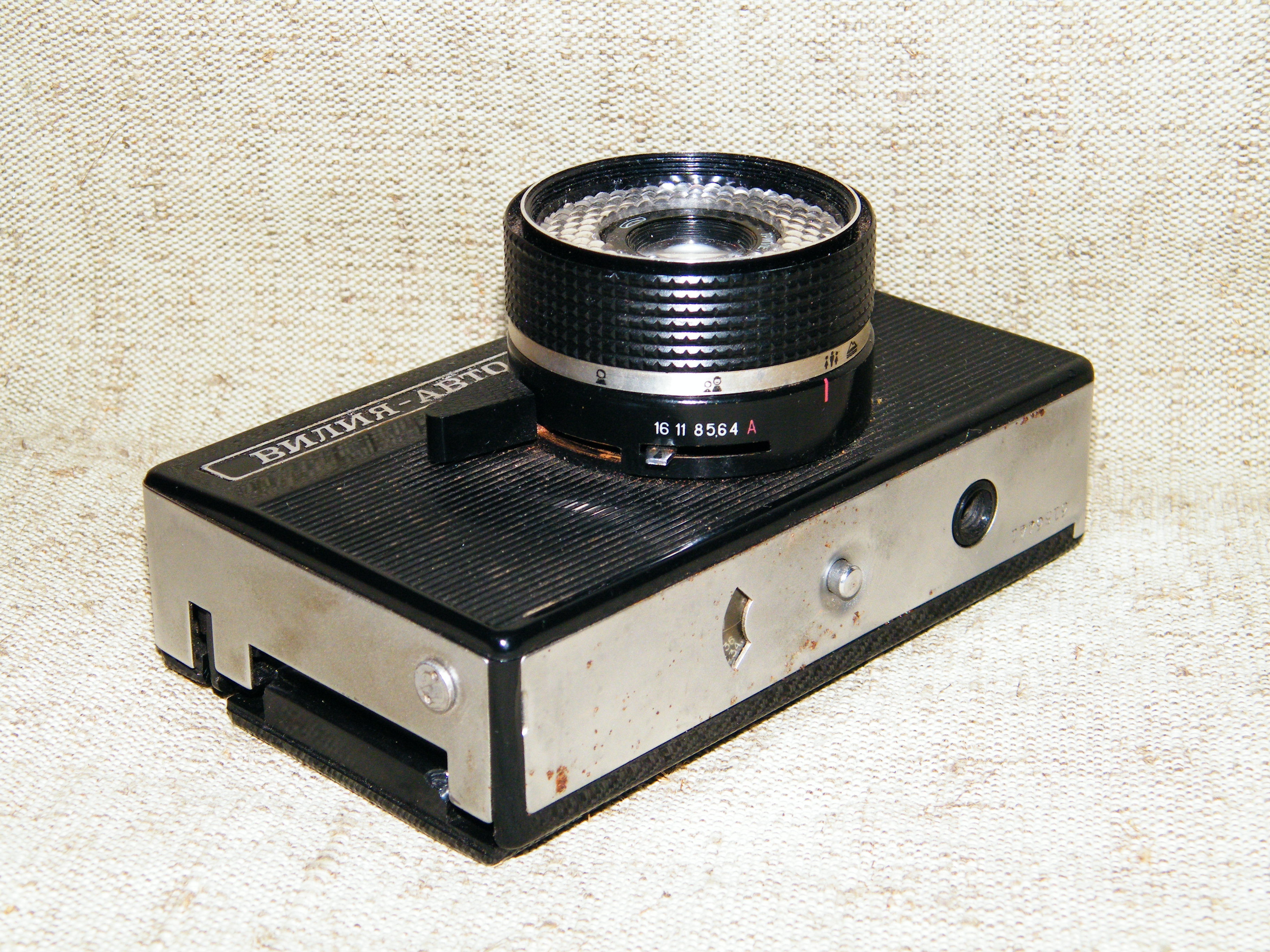
«Вилия-авто», на нижней панели счётчик кадров, кнопка обратной перемотки и штативное гнездо

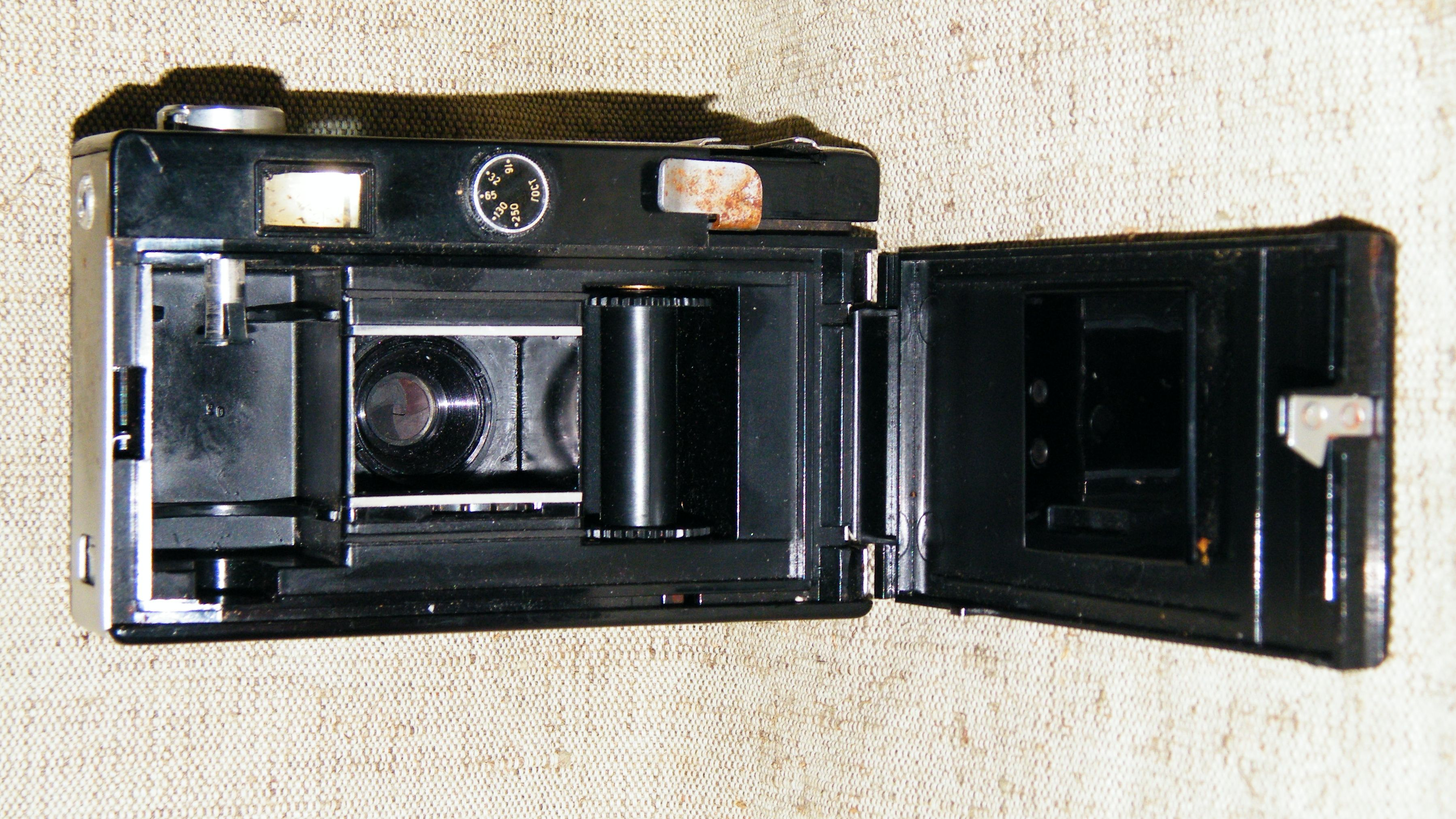
«Вилия-авто», задняя крышка открыта

«Ви́лия-а́вто» — советский шкальный малоформатный фотоаппарат с автоматическим управлением экспозицией.
Выпускался в 1973—1985 годах Белорусским оптико-механическим объединением.
Первая модель из унифицированного семейства «Вилия». Выпускались четыре модели («Вилия-авто», «Вилия», «Силуэт-электро», «Орион-ЕЕ»), имевшие одинаковый корпус и объектив, отличавшиеся только способом установки экспозиции.
Фотоаппаратов «Вилия-авто» и «Вилия» выпущено около 3 млн экз.

## Технические характеристики
- Тип — шкальный малоформатный фотоаппарат.
- Тип применяемого фотоматериала — плёнка типа 135 в стандартных кассетах.
- Размер кадра — 24×36 мм.
- Корпус — пластмассовый, с откидной задней пластмассовой крышкой. На крышке находится шкала-памятка светочувствительности заряженной фотоплёнки.
- Курковый взвод затвора и перемотка плёнки.
- Приёмная катушка несъёмная.
- Счётчик кадров самосбрасывающийся при открывании задней крышки.
- Объектив — Триплет «Т-69-3» 4/40, несъёмный[1]. Резьба для крепления светофильтров — М46×0,75 мм. Диафрагма четырёхлепестковая залинзовая (за центральным затвором).
- Наводка на резкость по шкале символов и расстояний.
- Видоискатель оптический телескопический с увеличением 0,6×, с подсвеченными кадроограничительными рамками (внутренняя — для коррекции параллакса при съёмке с расстояния менее 3 метров).
- Фотографический затвор — центральный залинзовый, двухлепестковый, значения выдержек от 1/30 до 1/250 с, выдержка от руки отсутствует.
- Фотоаппарат «Вилия-авто» — программный автомат. Экспонометрическое устройство с расположенным вокруг объектива селеновым фотоэлементом при максимальной освещённости отрабатывает выдержку 1/250 при диафрагме f/16, а при минимальной — выдержку 1/30 и диафрагму f/4, изменить сочетание выдержка — диафрагма невозможно. Установка светочувствительности фотоплёнки от 16 до 250 ед. ГОСТ, экспокоррекция возможна только изменением значения светочувствительности. В поле зрения видоискателя стрелочным индикатором отображается отрабатываемое значение выдержка-диафрагма. При применении светофильтров автоматически устанавливается поправка на их плотность.
- В ручном режиме и при съёмке с фотовспышкой отрабатывается выдержка 1/30 сек (она же выдержка синхронизации), диафрагма устанавливается от f/4 до f/16.
- Синхроконтакт и центральный синхроконтакт «X», обойма для крепления фотовспышки.
- Резьба штативного гнезда 1/4 дюйма.
- Резьба под спусковой тросик отсутствует.
- Стоимость фотоаппарата «Вилия-авто» составляла 40 или 42 рубля, в зависимости от футляра (жёсткий или мягкий).